# Jens Bing Dons
Jens Bing Dons, född den 3 januari 1734 i Trondhjem, död där den 19 maj 1802, var en norsk rättslärd.
Dons blev student vid Köpenhamns universitet 1750 och promoverades till doctor juris där 1767. Sistnämnda år blev han extra ordinarie professor vid universitetet och 1771 deputerad i danska kansliet. Han avskedades 1773 efter Struensees fall och återvände till Norge, där han 1778 blev lagman över Trondhjems lagstol och 1797–1800 var justitiarius i stiftsöverrätten för Trondhjem. Dons var lärjunge till Henrik Stampe och Peder Kofod Ancher. Anchers påverkan har säkert varit bestämmande för hans förståelse av betydelsen av en nationell rättsvetenskap. Dons utgav olika uppsatser av juridiskt, historiskt och filosofiskt innehåll samt avhandlingarna De delicto homidicii jure Norvegico vetusto (1754), De delicto Jurti jure Norvegico vetusto (1755), Dissertatio juridico antiquaria de delictis carnis jure Norvegico vetusto (1756, översatt till danska i Lorenz Ewensens Samlinger af juridiske og historiske Materier, del II, 1785, sidorna 43–96) och Meditationes atque conclusiones theoretico-practicæ de jure retractus gentilitii præsertim Norvegici (1767, översatt till danska i Ewensens samlingar, del I, 1784, sidan 17–76). År 1763 publicerade Dons en genomsedd och med anmärkningar förökad utgåva av Engelbrecht Hesselbergs Juridisk Collegium. Hans Academiske Forrelæsninger over den danske og norske Lov, hållna på latin, utgavs i dansk översättning av Christian Ditlev Hedegaard (I–IV, 1780–1781).